# 金沢森本インターチェンジ
金沢森本インターチェンジ（かなざわもりもとインターチェンジ）は、石川県金沢市河原市町にある北陸自動車道および金沢東部環状道路（金沢外環状道路（山側幹線））のインターチェンジである。

## 歴史
- 1996年（平成8年）12月27日 - 北陸自動車道への連結計画承認。仮称は月浦インターチェンジ[5]。
- 2004年（平成16年）3月20日 - 北陸自動車道の金沢東IC - 小矢部IC間にインターチェンジ新設、供用開始[1][2][3]。同時に、地域高規格道路金沢外環状道路の金沢東部環状道路の梅田IC - 金沢森本IC間、月浦白尾IC連絡道路の津幡バイパスおよび主要地方道七塚宇ノ気線の白尾西IC - 舟橋ICが開通し、のと里山海道と北陸自動車道が信号のない道路で結ばれる[6]。

## 道路
北陸自動車道の整備計画における連結予定施設では一般国道8号である。
- E8 北陸自動車道（17-1番）
- 金沢東部環状道路（金沢外環状道路（山側幹線））[1][2][3]

直接接続
- 国道159号（国道249号重複）
- 国道304号（国道359号重複）

## 料金所
- ブース数：7

### 入口
- ブース数：3
  - ETC専用：1
  - ETC・一般：1
  - 一般：1

### 出口
- ブース数：4
  - ETC専用：1
  - ETC・一般：1
  - 一般：2

## 周辺
- 石川県立いしかわ特別支援学校
- 石川県立金沢北陵高等学校
- IRいしかわ鉄道IRいしかわ鉄道線 森本駅

## 隣
E8 北陸自動車道
(17)金沢東IC - (17-1)金沢森本IC - 不動寺PA - (18)小矢部IC
金沢東部環状道路（金沢外環状道路（山側幹線））
梅田IC - 観法寺PA - 金沢森本IC - 神谷内IC